# Anadelphia pumila
Anadelphia pumila är en gräsart som beskrevs av Jacq.-fel. Anadelphia pumila ingår i släktet Anadelphia och familjen gräs. Inga underarter finns listade i Catalogue of Life.